# Lophopodella capensis
Lophopodella capensis är en mossdjursart som först beskrevs av William Johnson Sollas 1908.  Lophopodella capensis ingår i släktet Lophopodella och familjen Lophopodidae. Inga underarter finns listade i Catalogue of Life.